# Paracaesio kusakarii
Paracaesio kusakarii är en fiskart som beskrevs av Abe, 1960. Paracaesio kusakarii ingår i släktet Paracaesio och familjen Lutjanidae. Inga underarter finns listade i Catalogue of Life.